# Jiří Hujer
Jiří Hujer (18. ledna 1941 Bzí – 2018?) byl československý sáňkař.

## Sportovní kariéra
Na IX. ZOH v Innsbrucku 1964 skončil v závodě jednotlivců na 24. místě a v závodě dvojic na 8. místě (s Janem Hamříkem).